# Liste der Kardinalpriester von San Pietro in Montorio
Folgende Kardinäle waren Kardinalpriester von San Pietro in Montorio:
- Costanzo Torri OFMConv (1587–1595)
- Guido Pepuli (1596–1599)
- Domenico Toschi (1599–1604)  (1610–1620)
- Anselmo Marzato OFMCap (1604–1607)
- Maffeo Barberini (1607–1610), später Papst Urban VIII.
- Cesare Gherardi (1621–1623)
- Giovanni Doria (1623–1642)
- Gil Carrillo de Albornoz (1643–1649)
- Camillo Astalli-Pamphili (1650–1663)
- Celio Piccolomini (1664–1681)
- Marco Gallio (1681–1683)
- Leandro di Colloredo CO (1686–1689)
- Johann von Goëss  (1689–1696)
- Domenico Maria Corsi (1696–1697)
- Baldassare Cenci (1697–1709)
- Antonio Francesco Sanvitale (1709–1714)
- Bernardino Scotti (1716–1726)
- Marco Antonio Ansidei (1728–1729)
- Francesco Borghese (1729–1732)
- Vincenzo Bichi (1732–1737)
- Joseph Dominikus von Lamberg (1740–1761)
- vakant (1761–1782)
- Leopold Ernst von Firmian (1782–1783)
- vakant (1783–1819)
- Rudolf von Österreich (1819–1831)
- vakant (1831–1839)
- Antonio Tosti (1839–1866)
- Paul Cullen (1866–1878)
- Francisco de Paula Benavides y Navarrete (1879–1895)
- Ciriaco Sancha y Hervás (1895–1909)
- Enrique Almaraz y Santos (1911–1922)
- Enrique Reig y Casanova (1922–1927)
- Felix-Raymond-Marie Rouleau OP (1927–1931)
- Isidro Gomá y Tomás (1935–1940)
- Enrique Pla y Deniel (1946–1968)
- Arturo Tabera Araoz CMF (1969–1975)
- Aloísio Lorscheider OFM (1976–2007)
- James Francis Stafford (seit 2008)